# 村田治郎
村田 治郎（むらた じろう、1895年9月23日 - 1985年9月22日） は、建築史家。京都大学名誉教授、明石工業高等専門学校名誉教授、明石工業高等専門学校名誉教授。

## 経歴
1895年、山口県大島郡で生まれた。幼少期は郷里である同地で過ごし、中学校校長の父の転勤に伴って中学校入学の際に兵庫に出て、1912年に兵庫県立第一神戸中学校に入学。1917年より第一高等学校第二部甲類で学び、1920年7月に卒業。同年、京都帝国大学工学部建築学科に入学。建築学科は同年に新設された学科であり、武田五一、日比忠彦、天沼俊一教授の教育体制で14名の学生が在籍した。1923年3月、京都帝国大学工学部建築学科を卒業し、1年間の兵役に就いた。卒業論文は『新羅瓦塼雑考』。
戦前
除隊後の1924年4月、南満州鉄道株式会社に入社。南満州工業専門学校教授を命じられ、大連市に赴任。現地滞在中に満州鉄道沿線各地の寺院や仏塔、陵を調査した。その成果を「満州における回教寺院建築史の研究」(1930年)、「東洋建築史系統史論」(1931年)などとして発表。1932年、後者論文を学位請求論文『東洋建築系統一考察』として京都帝国大学に提出して工学博士号を取得。1936年、欧米各国の建築史、工業教育の調査を命じられて各国を1年間研究出張。1937年4月より、京都帝国大学工学部講師となった。同年8月に教授に昇格。大学では建築学第三講座（建築史講座）を受け持った。その後も中国での調査に関わり、1943年には北京郊外の居庸関雲台保存のための現地調査隊隊長となり、2週間にわたって調査を実施。
戦後
戦後は、まず戦前に実施した調査成果をまとめ、京都大学工学部より『居庸関』を出版。また、それまでの中国での建築物に対する調査の成果を東アジア間の建築文化交流の観点から『東洋建築学』としてまとめた。学界では、1955年に建築研究協会を設立。また、文化財専門審議会専門委員など各種委員も務めた。1958年に京都大学を退任し、名誉教授となった。1962年4月、明石工業高等専門学校校長（初代）となり、 1971年3月まで務めた。1985年に90歳で死去した。
主要建築作品に

### 役職
- 文化財専門審議会専門委員
- 1950-56年：宇治平等院鳳凰堂解体修理　修理委員会修理委員長
- 1972-82年：桂離宮御殿整備工事 桂離宮整備懇談会座長
- 京都市埋蔵文化財研究所理事長
- 京都府文化財保護審議会会長
- 1976年11月：財団法人京都市埋蔵文化財研究所理事長
- 東寺奉讃会理事

## 受賞歴・叙勲歴
- 1941年5月、建築学会賞（「支那建築の研究」に対して）
- 1957年5月、日本建築学会賞（「調査事業居庸関」の『居庸関』本文編に対して）
- 1957年5月、日本建築学会賞（「調査事業居庸関」の『居庸関』図版編に対して）
- 1959年5月、日本学士院賞（「共同研究居庸関」）
- 1965年11月、産業教育八十年記念功績者表彰
- 1966年10月、勲二等瑞宝章
- 1983年3月、京都府文化特別功労賞

## 研究内容・業績
専門は、東洋建築史。特に、戦前に自ら現地調査にあたった満州の東洋建築遺産について大きな功績を残した。中国建築の研究を重点に据え、中国に隣接した地域（インド、イラン、朝鮮など）と日本の関係を広い視野から捉え、建築文化の交渉に関心をむけていた。
建築史学
東洋建築史を専攻し、中国建築の研究に重点を据えていたが、中国建築だけに限定されることなく、中国に隣接した地域、すなわち西はインド、イラン、東は朝鮮半島と広範な範囲を見据え、日本の各建築史を広い視野の下で相互の建築文化の交渉を論じた。東洋建築史の体系化につとめ、アジア建築史(中国建築史、インド建築史、イスラム建築史)について著述を残し、在来の研究水準を飛躍的に高めた。
かつて『建築雑誌』（1969年1月号）に「東洋建築史研究の展望と課題」について論じ、とくに中国建築の研究の出発から最近にいたるまでの研究進展の課程を明確に跡づけ、後進に今後の研究の方向を示した。中国建築の研究を開拓し、進展に貢献した人物の業績も紹介、同時に欧米人学者や日本人学者として伊東忠太、関野貞、常盤大定の業績も紹介し、国際的な広い視野のもとで中国建築の研究に取り組んでいたことをうかがうことができる。上記三先達につづく研究者の一人として中国建築の研究の道をすすめたが、1924年以降の13カ月を南満州工専教授として大連に本拠を置き、旧満州の建築遺構や遺蹟の現地調査を精力的に進め、そして京都帝国大学教授に就任、居を京都に移してからも終戦まで夏季休暇を利用して毎年のように中国へ出張、山西、山東、河北の各省の建築遺構に新しい光をあてており、その間に多大の注目される成果を挙げ、中国建築の分野で確固とした地位を築いた。研究対象は中国の都城、宮殿、仏寺、仏塔、壇、廟、陵墓、回教寺院、住宅、民俗、古瓦、石造物など広い範囲におよんだ。
国内建築物に対する功績
戦後は調査実施対象が日本に限られる状況となったが、文化財建造物や遺跡の調査保存に尽力し、解体修理工事にあたっては組織近代化のため建築研究協会を設立。
文化財保護の新制度の発足と歩みをそろえて日本の文化財建造物の指定、修理に大きく指導力を発揮した。国内建築の研究においても、それまでに蓄積した深い学識と豊かな経験をその後に生かした。例えば法隆寺に関する研究では、建築の様式成立と造立の問題に新しい見解を示し、法隆寺研究の諸学説の問題点を検討・整理した。その後の研究の方向性を示し、法隆寺の建物修理の再出発と推進に熱心に取り組み、法隆寺問題については終生強い関心を示した。修理については、桂離宮の修理工事事が最後の仕事になった。

## 著作
著書
- 『奉天昭陵調査報告』南満州鉄道 1929
- 『関帝廟建築史の研究』南満州鉄道 1930
- 『満州建築』東学社 1935
- 『支那の仏塔』冨山房 1940
- 『大同大華厳寺』(1943)[3]
- 『満州の史蹟』(1944)
- 『満州の史跡』座右宝刊行会 1944
- 『建築史参考図集 西洋編』高桐書院 1947
- 『東洋建築史』<建築学大系４-Ⅱ>(1957)
- 『北方民俗の古俗』(1975)
- 『中国の帝都』(1981)

著作集
- 『村田治郎著作集』(全3冊) 中央公論美術出版 1986-1988

1. 著作集1『法隆寺建築様式論攷』1986
2. 著作集2『法隆寺の研究史』1987
3. 著作集3『中国建築史叢考』 1988

共編著
- 『居庸関』藤枝晃・村田治郎編 (京都大学工学部, 1955-57)

論文
- 村田1924「ギリシア建築に関するハムビッジ律」『満州建築協会雑誌』
- 村田1925「南鮮民家の家構私見(1)」『朝鮮と建築』4-3, 15-22頁.
- 村田1931「東洋建築系統史論(1)」『建築雑誌』544, 393-457頁.
- 村田1933「建築家になつた尉遅敬徳の伝説」『ドルメン』2-4, 108-111頁.doi
- 村田1933「一薩満スケッチ」『ドルメン』2-6, 27-31頁.doi
- 村田1934「元大都の都市計書に関する一考察」『満州学報』
- 村田1934「清の太祖と煙突」『ドルメン』3-4, 4-6頁.doi